# Nikolaï Maksimov (aviation)
Pour les articles homonymes, voir Nikolaï Maksimov (water-polo) et Maksimov.
Nikolaï Vassilievitch Maksimov (en russe : Николай Васильевич Максимов) est un aviateur soviétique, né le 10 décembre 1915 et décédé le 8 mars 1952. Pilote de chasse et As de la Seconde Guerre mondiale, il fut distingué par le titre de Héros de l'Union soviétique.

## Carrière
Nikolaï Maksimov est né le 10 décembre 1915 à Kouprianovka (Куприяновка), dans l'actuelle oblast de Tambov. Il s'engagea dans l'Armée rouge en 1936 et fut breveté pilote du collège militaire de Katcha, en Crimée, en 1939.
Il fut muté au 624e régiment d'assaut aérien (624.ShAP) en novembre 1942 et participa à toute la guerre comme pilote d'avion d'assaut Il-2 Stormovik. En 1945, il fut promu kapitan (capitaine) et chef d'escadrille dans la même unité.
Il demeura dans l'armée à l'issue du conflit, mais se tua dans un accident aérien, le 8 mars 1952.

## Palmarès et décorations

### Tableau de chasse
Nikolaï Maksimov est crédité de 18 victoires homologuées, dont 6 individuelles et 12 en coopération, obtenues au cours de 131 missions.
En termes de succès aériens, Nikolaï Maksimov est l'as des as des pilotes de l'aviation d'assaut soviétique.
Il avait, en outre, détruit 9 autres avions ennemis au sol.

### Décorations
- Héros de l'Union soviétique le 27 juin 1945 (médaille no 8000) ;
- Deux fois décoré de l'Ordre de Lénine ;
- Deux fois décoré de l'Ordre du Drapeau rouge ;
- Ordre d'Alexandre Nevski ;
- Ordre de la Guerre patriotique de 1re classe.